# Наньчуань
Наньчуа́нь (кит. упр. 南川, пиньинь Nánchuān, буквально: «южная река») — район городского подчинения города центрального подчинения Чунцин (КНР).

## История
При империи Тан в 637 году здесь был образован уезд Лунхуа (隆化县), впоследствии переименованный в Бинхуа (宾化县). При империи Юань уезд был переименован в Наньчуань.
В 1994 году уезд был преобразован в городской уезд. В 2006 году постановлением Госсовета КНР городской уезд Наньчуань был преобразован в район городского подчинения Чунцина.

## Административно-территориальное деление
Район Наньчуань делится на 3 уличных комитетов, 15 посёлков и 16 волостей.

## Достопримечательности
- Ландшафтный парк Цзиньфошань[2]